# Frank Byron Jevons
Frank Byron Jevons (geb. 1858 in Doncaster; gest. 1936 in Radcliffe-on-Trent) war ein britischer Universalgelehrter und Akademiker, der zu seiner Zeit vielbeachtet auf dem Gebiet der Religionsgeschichte arbeitete. Er war Professor für Philosophie an der Universität Durham.

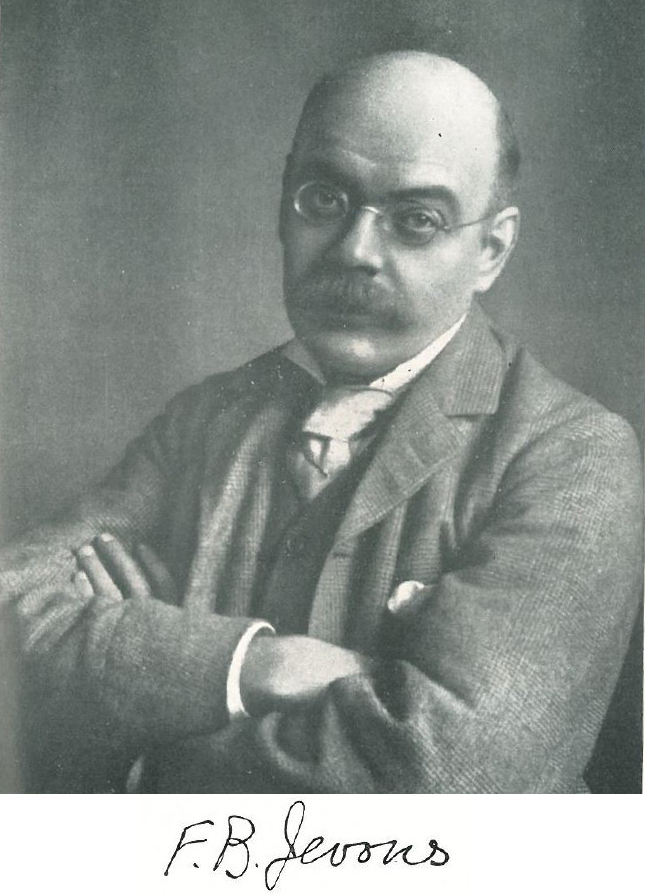
F. B. Jevons

## Leben und Werk
Jevons wurde 1858 in Doncaster geboren. Er lehrte an der Durham University und war von 1896 bis 1923 Rektor des Hatfield College. Auf dem Gebiet der Religionsphänomenologie veröffentlichte er 1908 die Studies in Comparative Religion. Sein letztes Werk war Polytheismus (1916).
Der britische Sozialanthropologe Edward E. Evans-Pritchard urteilte in seinem Buch Theories of Primitive Religion (dt. Theorien über primitive Religionen) über Jevons’ in dessen sehr verbreiteten und einflussreichen Buch An Introduction to the History of Religion (zuerst 1896) verbreiteten allgemeinen und theoretischen Aussagen über [sogenannte] primitive Religionen (als „das beste Beispiel für das mögliche Ausmaß von Irrtümern in Theorien über primitive Religionen“):

„I believe it would be true to say that there is no general, or theoretical, statement about them in it which would pass muster today. It is a collection of absurd reconstructions, unsupportable hypotheses and conjectures, wild — speculations, suppositions and assumptions, inappropriate analogies, misunderstandings and misinterpretations, and,
especially in what he wrote about totemism, just plain nonsense. / dt. Ich glaube, man kann mit Fug und Recht behaupten, dass es keine allgemeine oder theoretische Aussage über sie gibt, die heute noch Bestand hätte. Es ist eine Sammlung absurder Rekonstruktionen, unhaltbarer Hypothesen und Mutmaßungen, wilder Spekulationen, Vermutungen und Annahmen, unpassender Analogien, Missverständnissen und Fehlinterpretationen und, besonders in dem, was er über den Totemismus schrieb, einfach nur Unsinn.“

## Schriften
- Report on Greek Mythology. In: Folk-lore. vol. ii, no. 2, 1891, S. 220–241.
- An Introduction to the History of Religion. 9. Auflage. n. d. (First pub. in 1896.)
- An Introduction to the Study of Comparative Religion. 1908.

- Polytheism (1916).
- The Teaching of Science. Education, Science and Society. Allen & Unwin, London 1969, ISBN 0-04-500018-2.
- Masks and Acting. Cambridge University Press, 1916
- A History of Greek Literature from the Earliest Period to the Death of Demosthenes. Charles Griffin, London 1886.
- Plutarch's Romane Questions. David Nutt, 1892
- The Idea of God in Early Religions. TREDITION CLASSICS, 2012, ISBN 978-3-8472-1627-8.
- mit Otto Schrader: Prehistoric antiquities of the Aryan peoples: a manual of comparative philology and the earliest culture. Alpha Editions, 2019, ISBN 978-93-5389696-6.
- A Manual of Greek antiquities. Books I.–V. by Percy Gardner & Books VI.–IX.by Frank Byron Jevons. C.Scribner's, 1895.
- mit Otto Schrader: Prehistoric antiquities of the Aryan peoples. A manual of comparative philology and the earliest culture. Charles Griffin and Company, London, 1890.
- The Idea of God in Early Religions. Cambridge University Press, 1911.
- Philosophy: What is it? Cambridge; University Press, 1914.
- The Idea of God in Early Religions. (= Cambridge Manuals of Science and Literature). Cambridge University Press, 2012, ISBN 978-1-107-63460-2.
- Evolution. (= Routledge Revivals). Routledge, 2016, ISBN 978-1-138-81509-4.
- L'idea di Dio nella religioni primitive. Ulrico Hoepli, Milano 1914.
- Evolution. (= Classic Reprint). Forgotten Books, 2018, ISBN 978-1-4400-7318-2.
- Die Anthropologie und die Klassiker. Sechs Vorlesungen, gehalten vor der Universität Oxford von Arthur J. Evans, Andrew Lang, Gilbert Murray, F. B. Jevons, J. L. Myres, W. Warde Fowler. Übersetzt von Johann Hoops. R. R. Marett (Hrsg.). Winter, Heidelberg 1910. Enthält folgende Vorlesungen: A. J. Evans, Die europäische Verbreitung primitiver Schriftmalerei und ihre Bedeutung für den Ursprung der Schreibschrift; A. Lang, Homer und die Anthropologie; G. G. A. Murray, Die frühzeitige griechische Epik; F. B. Jevons, Die gräco-italische Magie; J. L. Myres, Herodot und die Anthropologie; W. W. Fowler, Die Lustration.